# Potelièiras
Potelièiras (en francès Potelières) és un municipi francès situat al departament del Gard i a la regió d'Occitània.